# Michael Berrer
Michael Berrer (Stoccarda, 1º luglio 1980) è un ex tennista tedesco.

## Carriera tennistica

### 2010
A gennaio raggiunge i quarti di finale dell'Aircel Chennai Open dove ha dovuto però arrendersi all'elvetico Stan Wawrinka.
Al primo Slam dell'anno, gli Australian Open è sconfitto da Denis Istomin al secondo turno, dopo aver battuto al primo incontro Kristof Vliegen in 3 set.
La settimana successiva decide di giocare un torneo Challenger ad Heilbronn; riesce ad aggiudicarsi il torneo dopo aver battuto in due set il kazako Andrej Golubev. A febbraio raggiunge, per la prima volta in carriera, la finale di un torneo ATP, a Zagabria, dove però è sconfitto dal giocatore di casa Marin Čilić per 4-6, 7–6(5) 3-6.
Al Dubai sconfigge Serhij Stachovs'kyj e Nikolaj Davydenko per poi arrendersi al terzo turno a Marcos Baghdatis che vince per 7-6, 6-1.
Ad Indian Wells non supera il primo turno mentre a Miami vince l'incontro del primo turno prima di fallire il confronto con lo spagnolo Feliciano López.
Comincia le stagione su terra battuta a Monte-Carlo dove batte Evgenij Korolëv e l'argentino Juan Mónaco per poi arrendersi a Rafael Nadal, già campione cinque volte sui campi monegaschi, che lo sconfigge lasciandogli un solo game (6-0 6-1).
Dopo aver annunciato e rimandato il ritiro una prima volta, comunica la decisione di chiudere l'attività agonistica l'8 dicembre 2016.

## Statistiche

### Singolare

#### Finali perse (2)
| Numero | Data            | Torneo                            | Superficie     | Avversario in finale | Punteggio        |
| 1.     | 7 febbraio 2010 | PBZ Zagreb Indoors 2010, Zagabria | Cemento indoor | Marin Čilić          | 4-6, 7–6(5), 3-6 |
| 2.     | 6 febbraio 2011 | PBZ Zagreb Indoors 2011, Zagabria | Cemento indoor | Ivan Dodig           | 3-6, 4-6         |

### Doppio

#### Vittorie (1)
| Numero | Data          | Torneo                      | Superficie  | Compagno         | Avversari in finale       | Punteggio        |
| 1.     | 4 maggio 2008 | BMW Open, Monaco di Baviera | Terra rossa | Rainer Schüttler | Scott Lipsky David Martin | 7-5, 3-6, [10-8] |

#### Finali perse (2)
| Numero | Data             | Torneo                  | Superficie  | Compagno        | Avversari in finale                   | Punteggio |
| 1.     | 7 settembre 2006 | China Open, Pechino     | Cemento     | Kenneth Carlsen | Mario Ančić Mahesh Bhupathi           | 4-6, 3-6  |
| 2.     | 12 luglio 2008   | Mercedes Cup, Stoccarda | Terra rossa | Miša Zverev     | Christopher Kas Philipp Kohlschreiber | 3-6, 4-6  |

### Tornei minori

#### Singolare

##### Vittorie (11)
| Legenda tornei minori |
| Challenger (10)       |
| Futures (1)           |

| Numero | Data             | Torneo                                                   | Superficie       | Avversario in finale | Punteggio           |
| 1.     | 6 aprile 2003    | Al-Khor                                                  | Cemento          | Ivo Klec             | 6-3, 6-3            |
| 2.     | 7 agosto 2005    | Open Castilla y León, Segovia                            | Cemento          | Wang Yeu-tzuoo       | 7-5, 6(6)–7, 6-1    |
| 3.     | 13 novembre 2005 | Bauer Cup, Eckental                                      | Sintetico indoor | Steve Darcis         | 6-3, 4-6, 6-4       |
| 4.     | 19 novembre 2006 | IPP Open, Helsinki                                       | Cemento          | Tomáš Zíb            | 6-2, 3-6, 6-3       |
| 5.     | 28 gennaio 2007  | Heilbronn Open, Heilbronn                                | Cemento          | Michaël Llodra       | 6-5 rit.            |
| 6.     | 8 febbraio 2009  | KGHM Dialog Polish Indoors, Breslavia                    | Cemento          | Aleksandr Kudrjavcev | 6-3, 6-4            |
| 7.     | 22 novembre 2009 | Slovak Open, Bratislava                                  | Cemento          | Dominik Hrbatý       | 6(6)–7, 6-4, 7–6(3) |
| 8.     | 6 dicembre 2009  | ATP Salzburg Indoors, Salisburgo                         | Cemento indoor   | Jarkko Nieminen      | 6(4)–7, 6-4, 6-4    |
| 9.     | 31 gennaio 2010  | Heilbronn Open, Heilbronn                                | Cemento          | Andrej Golubev       | 6-3, 7–6(4)         |
| 10.    | 27 gennaio 2013  | Heilbronn Open, Heilbronn                                | Cemento (i)      | Jan-Lennard Struff   | 7–5, 6–3            |
| 11.    | 20 ottobre 2013  | Internationaux de Tennis de Vendee, Mouilleron-le-Captif | Cemento (i)      | Nicolas Mahut        | 1–6, 6–4, 6–3       |

## Risultati in progressione
| Torneo                | 2006 | 2007 | 2008 | 2009 | 2010 | 2011 | 2012 | 2013 | 2014 | 2015 | Carriera V-P |
| --------------------- | ---- | ---- | ---- | ---- | ---- | ---- | ---- | ---- | ---- | ---- | ------------ |
| Australian Open       | A    | 1T   | 2T   | 2T   | 2T   | 1T   | A    | A    | 2T   | 2T   | 5–7          |
| Open di Francia       | A    | LQ   | 1T   | LQ   | 1T   | 3T   | 2T   | A    | A    | 1T   | 2–4          |
| Wimbledon             | 1T   | 2T   | 1T   | A    | 1T   | 1T   | A    | A    | A    |      | 1–5          |
| US Open               | 1T   | 2T   | 1T   | 1T   | 1T   | 1T   | A    | A    | A    |      | 1–6          |
| Vittorie-Sconfitte    | 0–2  | 2–3  | 1–4  | 1–2  | 1–4  | 2–4  | 1-1  | 0-0  | 1-1  | 1-2  | 10–23        |
| Finali ATP World Tour | 0    | 0    | 0    | 0    | 1    | 1    | 0    | 0    | 0    |      | 2            |
| Tornei vinti          | 0    | 0    | 0    | 0    | 0    | 0    | 0    | 0    | 0    |      | 0            |
| Ranking di fine anno  | 153  | 57   | 133  | 74   | 58   | 100  | 138  | 143  | 128  |      | N/A          |

| Sigla | Risultato        |
| ----- | ---------------- |
| V     | Vincitore        |
| F     | Finalista        |
| SF    | Semifinalista    |
| QF    | Quarti di Finale |
| 4T    | Quarto turno     |
| 3T    | Terzo turno      |
| 2T    | Secondo turno    |
| 1T    | Primo turno      |
| A     | Assente          |